# Royal Jordanian
Royal Jordanian Airlines (араб. الملكية الأردنية‎) — национальная авиакомпания Иордании с главным офисом в Аммане, Иордания. Выполняет регулярные международные рейсы на четырёх континентах, базируясь в международном аэропорту имени Королевы Алии в Аммане. Royal Jordanian является членом Арабской организации авиаперевозчиков (Arab Air Carriers Organization) и глобального авиационного альянса Oneworld. Авиакомпания выполняет более 500 рейсов в неделю и по меньшей мере 110 рейсов в день. Royal Jordanian была признана «Авиакомпанией года 2007» по версии Airfinance Journal.

## История
Авиакомпания была создана 9 декабря 1963 года и начала свою деятельность 15 декабря того же года по королевскому указу короля Иордании Хусейна. Она была названа «Алия» (Alia или Aalya), в честь старшей дочери короля принцессы Алии. В авиакомпании с 1971 года работала Алия Баха ад-Дин Тукан, будущая королева Алия аль-Хусейн, в честь которой назван новый аэропорт Аммана, построенный в 1983 году. Авиакомпания была основана частными инвесторами, позднее правительство взялo перевозчика под собственный контроль.
Авиакомпания Алия (Royal Jordanian) начала свою деятельность с двумя самолётами Handley Page Dart Herald и одним Douglas DC-7, осуществляя рейсы из Аммана по городам Кувейт, Бейрут, Каир. В 1964 году был приобретён ещё один DC-7, который обслуживал рейс в город Джидда. В 1965 году Алия открыла регулярный рейс в Рим, который стал первым европейским маршрутом перевозчика. Прогресс, достигнутый авиакомпанией, был под угрозой из-за налёта израильской авиации во время Шестидневной войны, в ходе которого были уничтожены самолёты DC-7. Позднее утерянные лайнеры были заменены двумя авиалайнерами Fokker F-27.
В 1968 году авиакомпания расширила свою маршрутную сеть благодаря рейсам в Никосию, Бенгази, Дахран и Доху. В 1969 году появились рейсы в Мюнхен, Стамбул и Тегеран.

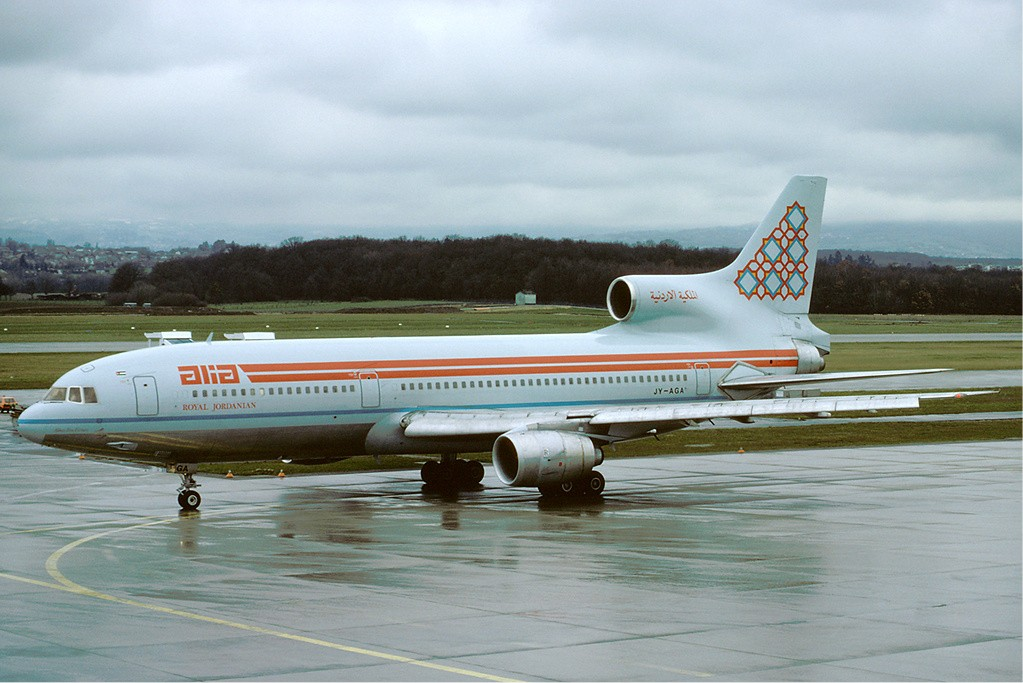
Lockheed L-1011 TriStar авиакомпании «Алия» в ливрее 1980 года

В 1970 году Алия прекратила использование самолётов F-27 и заказала реактивные лайнеры Boeing 707. Франкфурт и Абу-Даби были добавлены в маршрутную сеть. Самолёты Boeing 707 были поставлены в 1971 году. В том же году были открыты рейсы в Мадрид, Копенгаген и Карачи. В 1970-х годах к флоту были добавлены Boeing 720/727 и Boeing 747. В аэропорту Аммана был создан пищеблок и открыт магазин беспошлинной торговли. Позднее открылись новые регулярные маршруты в Бахрейн, Дубай, Маскат, Рабат, Женеву, Амстердам, Багдад, Бангкок, Вену, Ларнака (заменил рейс в Никосию), Дамаск, Нью-Йорк, Хьюстон и Рас-эль-Хайма. В 1979 году Алия стала членом-основателем технического консорциума Арабских авиалиний (Arab Airlines Technical Consortium — AATC).
В 1980-х годах Тунис и Триполи добавлены в карту маршрутов и был открыт компьютерный центр Алии. Самолёты Lockheed L-1011 TriStar, Airbus A310 и Airbus А320 присоединились к флоту. В 1986 году Алия сменила своё официальное название на Royal Jordanian. Появились рейсы в города Белград, Чикаго, Лос-Анджелес, Майами, Бухарест, Сингапур, Эр-Рияд, Куала-Лумпур — в сотрудничестве с Malaysia Airlines, Сана, Москва, Монреаль, Дели, Калькутта и Анкара. В это десятилетие была введена система автоматизированных билетов Габриэль (Gabriel Automated Ticket System — GATS).

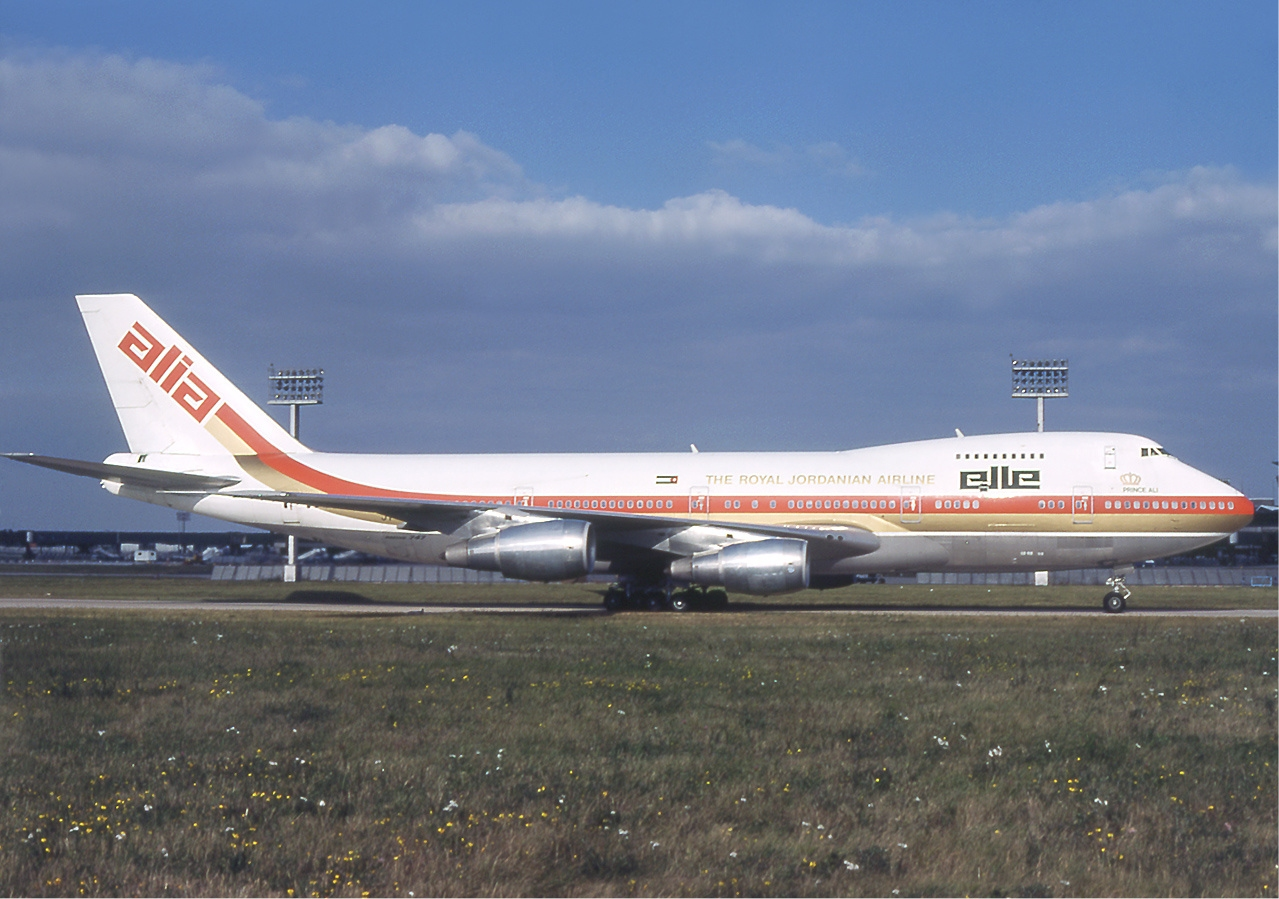
Boeing 747-200 авиакомпании в 1978 году

В 1990-е годы авиакомпания продолжала развиваться. Royal Jordanian и девять других арабских авиаперевозчиков вошли международную компьютерную систему бронирования Galileo CRS. Был открыт новый терминал Аммана на 7-м круге столицы и рейс в Рафах, с тех пор остановлены. Города Торонто, Коломбо, Джакарта, Берлин, Мумбаи, Милан и Тель-Авив были добавлены в маршрутную сеть. В ноябре 1997 года Royal Jordanian подписала соглашение о «едином коде» с американской авиакомпанией Trans World Airlines и в конце концов перевела свои рейсы в 5-й терминал (TWA Flight Center) Международного аэропорта имени Джона Кеннеди в Нью-Йорке.
10 февраля 1996 года дочерняя компания Royal Wings авиакомпании Royal Jordanian начала свой первый рейс в Акабу, морской порт на берегу залива Акаба, используя Fokker F-27. Royal Wings в настоящее время использует самолёт Airbus A320-212 как на плановые, так и на чартерные рейсы в пункты назначения в Египет, Кипр и Израиль.
В 2000 году Федеральное управление гражданской авиации США (FAA) возобновило обслуживание авиакомпаний и лицензий инженерных подразделений. Магазин беспошлинной торговли был в числе услуг, которые будут приватизированы. Холдинговая компания RJI, полностью принадлежащая правительству, была зарегистрирована как открытое акционерное общество в феврале 2001 года, чтобы вместить все авиакомпании и связанные с ними инвестиции. 5 февраля 2001 года название авиакомпании было изменено на Alia — Royal Jordanian Airlines Company, хотя путешественники все ещё используют народное название Royal Jordanian.
На 20 декабря 2006 года в Royal Jordanian объявили, что заменят два Airbus А321 двумя новыми самолётами и введут в строй порядка четырёх новых самолётов Airbus A319 в начале 2008 года.
В апреле 2007 года Royal Jordanian стала частью Oneworld, таким образом, становится первой арабской авиакомпанией присоединившейся к такому глобальному авиационному альянсу. В следующем месяце авиакомпания объявила о заказе в общей сложности 10-ти Boeing 787 Dreamliner, для обслуживания рейсов в 2010 году. Это первый заказ Royal Jordanian самолётов семейства Boeing.

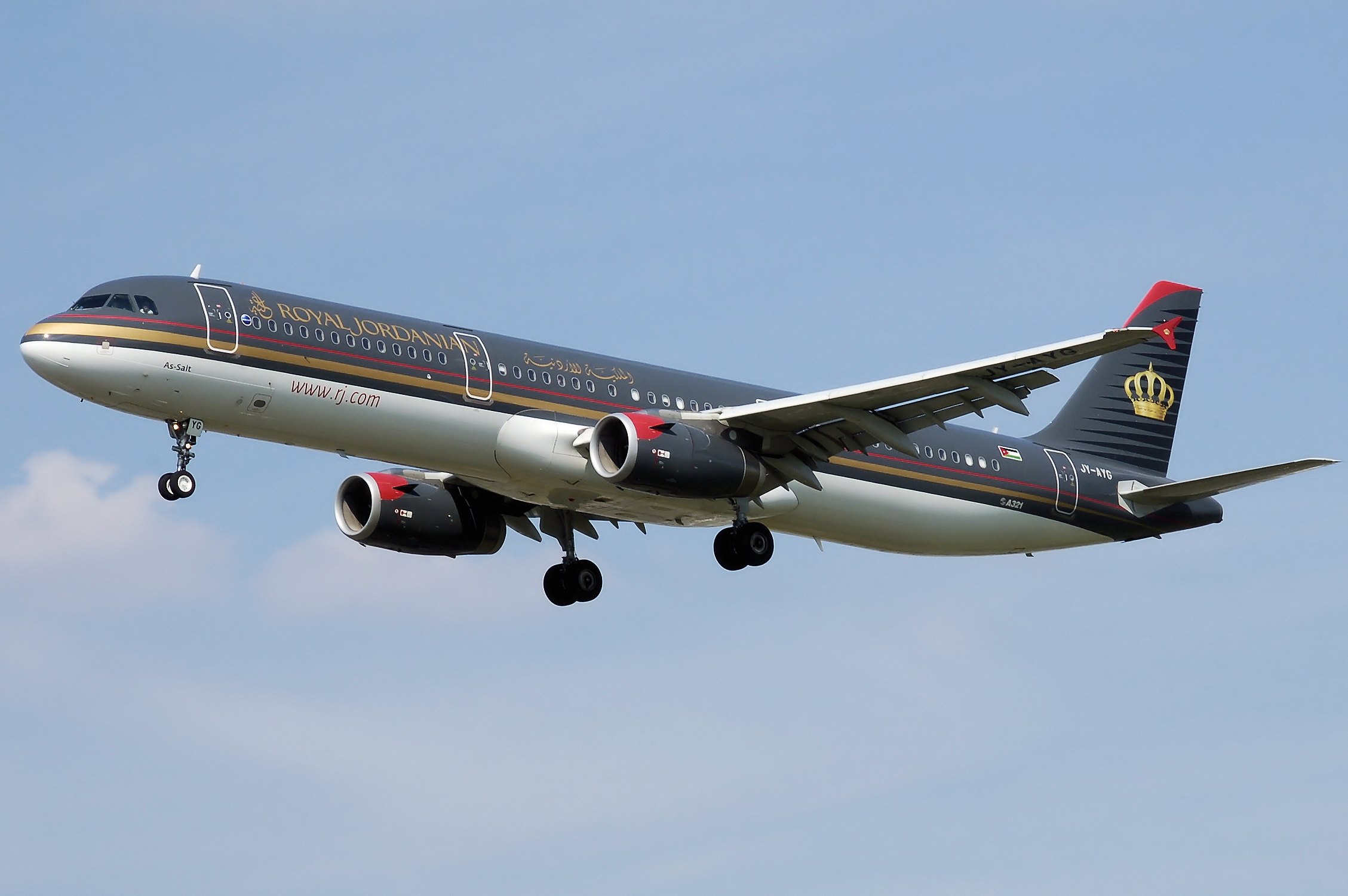
Airbus A321-200

Монреаль присоединился к сети 25 мая 2007 года, после того как была отменена в 1997 году. Кроме того, в течение мая, Royal Jordanian была спонсором Всемирного экономического форума, который состоялся на Мёртвом море, Иордания.
11 июля 2007 года Royal Jordanian отмечает тридцать лет нон-стопа рейса между Амманом и Нью-Йорком, что делает его самым долгим из всех арабских авиакомпаний в этом направлении. RJ выиграл «Airline Strategy Awards» в категории технологии на шестой ежегодной премии Strategy Awards 16 июля 2007 года. 23 июля, RJ ввёл грузовые рейсы, используя Boeing 737, Дамаск является первым пунктом назначения из Аммана.
28 июля Royal Jordanian совершил свой первый полёт в Будапешт, используя Embraer 195. В октябре, RJ объявила о переключении из двух Embraer 195 jets на свой первоначальный заказ на два самолёта Embraer 175. Royal Jordanian открыл новый зал в международном аэропорту имени короля Хусейна в Акабе.
RJ была первой авиакомпанией на Ближнем Востоке, которая предоставила своим пассажирам в полёте интернет OnAir и услуги мобильной связи, включая электронную почту, SMS и голосовые вызовы. Royal Jordanian предоставила эти услуги на трёх самолётах Airbus A310, обновление самолётов было сделано на сумму более 10 млн. иорданских динаров (JOD).
Royal Jordanian была приватизирована в конце 2007 года, в результате чего получилось 71 % продаваемых активов. Рыночная капитализация компании составляет 260 миллионов динаров, а доля торговли началось 17 декабря 2007 года.
24 декабря 2007 года Royal Jordanian подтвердила город Баку в качестве одного из новых направлений на 2008 год, используя Embraer 195 с частотой дважды в неделю из Аммана. Однако, в начале 2008 года чиновники RJ решили притормозить с новым маршрутом, сославшись на высокие цены на топливо и высокие риски нового рынка. Royal Jordanian планирует работать в направлении Амман-Баку в конце 2009 или начале 2010 года. 22 января 2008 года RJ начала полёты в Гонконг через Бангкок, с частотой три рейса/неделю в течение зимы, и пять рейсов/неделю в течение лета, что сделала его первой авиакомпанией с маршрутом в Китай.
Airbus A319 был введён в эксплуатацию 13 марта 2008 года, что сделала RJ первой авиакомпанией Ближнего Востока, использующего три самолёта семейства Airbus A320. 17 августа 2008 года Royal Jordanian открыла новый маршрут в Киев, используя Embraer 195 с частотой два раза в неделю. 24 августа 2008 года Royal Jordanian открыла новый зал в Международном аэропорту Аммана имени Королевы Алиа, вместо «Petra» и «Jerash» кафе. Новый зал расположен на втором этаже Южного терминала и является второй по величине на Ближнем Востоке, будучи в состоянии обслуживать более 340 пассажиров.
В июле 2008 года авиакомпания увеличила на 18 % количество перевезенных пассажиров. Авиакомпания обслужила 278 тысяч пассажиров, занятость сиденья вырос на 5 % в этом месяце и достигла 81 %. 3 февраля 2009 года, как часть обязательства в числе авиационного альянса Oneworld, Royal Jordanian сделала анонс на празднование 10-го дня рождения альянса, что новый A319 (в связи с поставкой в конце марта) будет раскрашен в ливрее Oneworld. Это первая специальная цветовая схема Royal Jordanian, которая будет использоваться.
1 апреля 2009 года Royal Jordanian возобновила полёты в Брюссель, через шесть лет после того, как маршрут был прекращен в авиакомпании, полёты с частотой дважды в неделю из Аммана, в дальнейшем планируется добавить ещё два рейса в неделю в 2009 году.
28 марта 2010 года Royal Jordanian открыла регулярные прямые рейсы в Медину, Саудовская Аравия, с частотой четыре рейса в неделю. 23 марта Royal Jordanian подтвердила, что она заказала два A330-200 и один Embraer 175. 2 июня 2010 года Royal Jordanian возобновила полёты в Куала-Лумпур столицу Малайзии, после того, как она приостановила этот маршрут в 2004 году. Воздушные суда, используемые на этом маршруте, это новый Airbus A330-200.
В мае 2011 года Royal Jordanian объявила, что они выведут на пенсию самолёты Airbus A310 в декабре 2011 года и январе 2012 года.
23 июля 2014 года компания объявила, что она приостанавливает свои полёты в/из Тель-Авива. Это был первый раз, когда компания приостанавливает свои полёты в этом направлении.

## Рекламная кампания
| Слоган                                             | Годы использования |
| -------------------------------------------------- | ------------------ |
| «From Jordan to the world»                         | 1963 — 1968        |
| «Excellence in air»                                | 1968 — 1974        |
| «Journey in Royalty» and «The way you want to fly» | 1974 — 2005        |
| «Change is in the air»                             | 2006 — 2008        |
| «You’re There.»                                    | 2008 — 2010        |
| «The Art of Flying»                                | Конец 2010 — н.в.  |

## Статистика
Следующая информация была предоставлена в годовом отчёте Royal Jordanian 2009 года.
| Год  | Километраж | Рейсы  | Летные часы | Пассажиры | Занятость сидений | Сотрудники | Прибыль/Убыток       |
| ---- | ---------- | ------ | ----------- | --------- | ----------------- | ---------- | -------------------- |
| 2002 | 37 767 709 | 17 096 | 55 970      | 1 339 779 | 66 %              | 3008       | -3 044 000 JOD       |
| 2003 | 36 933 462 | 16 202 | 54 972      | 1 404 588 | 68 %              | 3162       | -9 753 000 JOD       |
| 2004 | 44 557 377 | 19 148 | 66 004      | 1 736 637 | 71 %              | 3313       | +15 327 000 JOD      |
| 2005 | 45 557 377 | 20 777 | 68 883      | 1 821 329 | 69 %              | 3557       | +20 516 000 JOD      |
| 2006 | 52 274 917 | 25 661 | 77 374      | 2 004 559 | 66 %              | 3799       | +6 135 000 JOD       |
| 2007 | 56 055 803 | 30 244 | 88 378      | 2 288 000 | 71 %              | 4275       | +24 111 000 JOD      |
| 2008 | 64 379 058 | 34 285 | 101 381     | 2 701 000 | 72 %              | 4507       | -23 400 000 JOD      |
| 2009 | 66 017 391 | 35 715 | 105 579     | 2 668 590 | 68 %              | 4399       | +28 614 000 JOD      |
| 2010 | TBA        | 39 000 | 112 969     | 3 000 000 | 71 %              | TBA        | Profit 9 600 000 JOD |

- Километраж 2009: 66 017 391 (▲ 2,48 %)
- Количество рейсов 2009: 35 715 (▲ 1,430)
- Летные часы 2009: 105 579 (▲ 3,98 %)
- Число пассажиров 2009: 2 668 590 (▼ 1,20 %)
- Занятость сиденья 2009: 68 %. (▼ 4 %)
- Число сотрудников 2009: 4399 (▼ 108)

## Код-шеринговые соглашения
Royal Jordanian имеет соглашения о «едином коде» со следующими авиакомпаниями:
| - American Airlines (Oneworld) - British Airways (Oneworld) - Gulf Air - Iberia (Oneworld) - Malaysia Airlines (Oneworld) | - Meridiana - S7 Airlines (Oneworld) - SriLankan Airlines - Syrian Air - TAROM (SkyTeam) |

## Маршрутная сеть

Маршрутная карта авиакомпании.
Иордания
Пункты назначения Royal Jordanian

Рейсы «Royal Jordanian» обслуживают города на четырёх континентах, сеть компании особенно развита на Ближнем Востоке. Маршрутная сеть авиакомпании включает в себя около 60 направлений в 40 странах.
Список пунктов назначения «Royal Jordanian»:

## Флот

### Нынешний парк

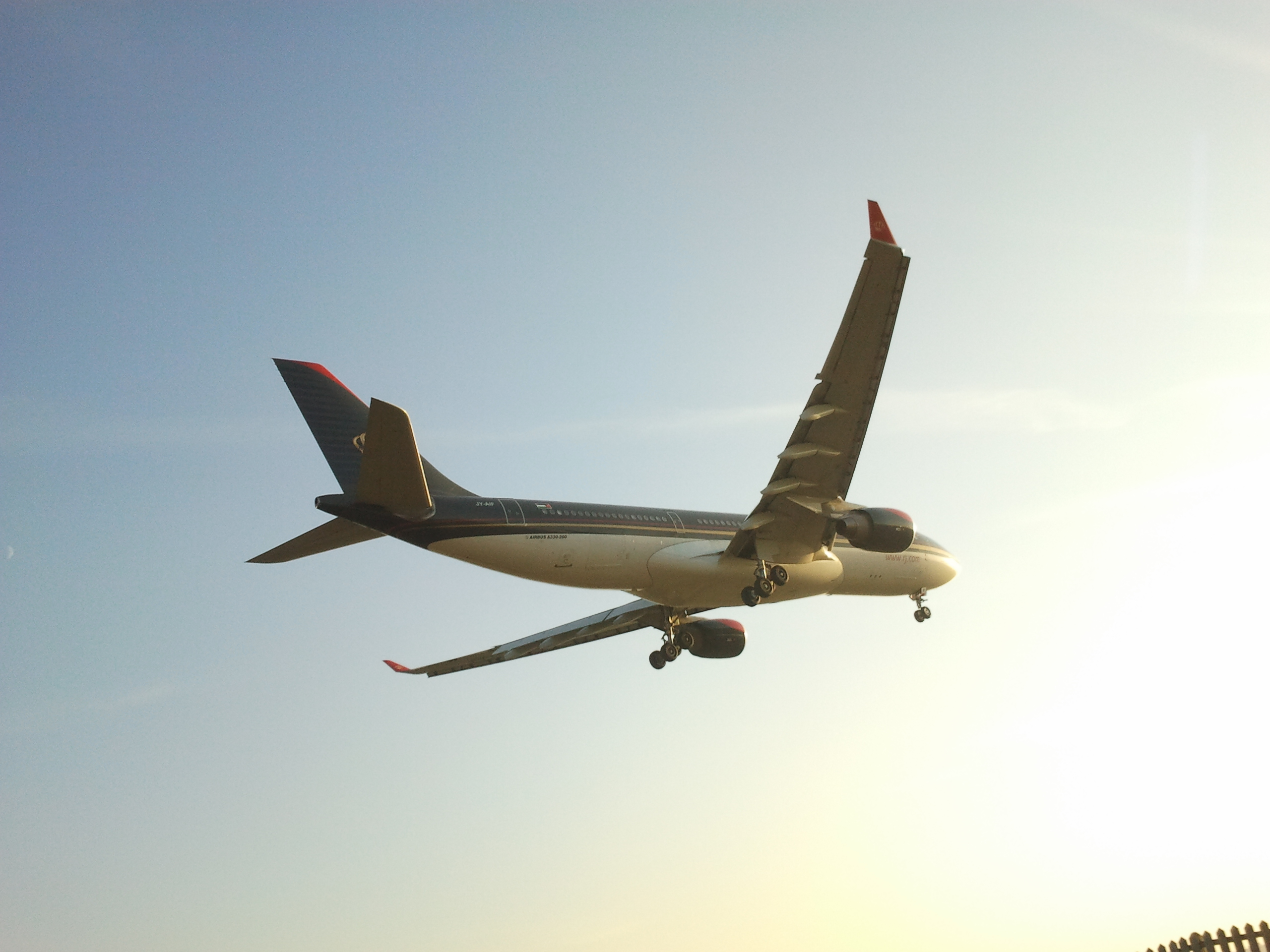
Royal Jordanian A330-200 покидает Монреаль

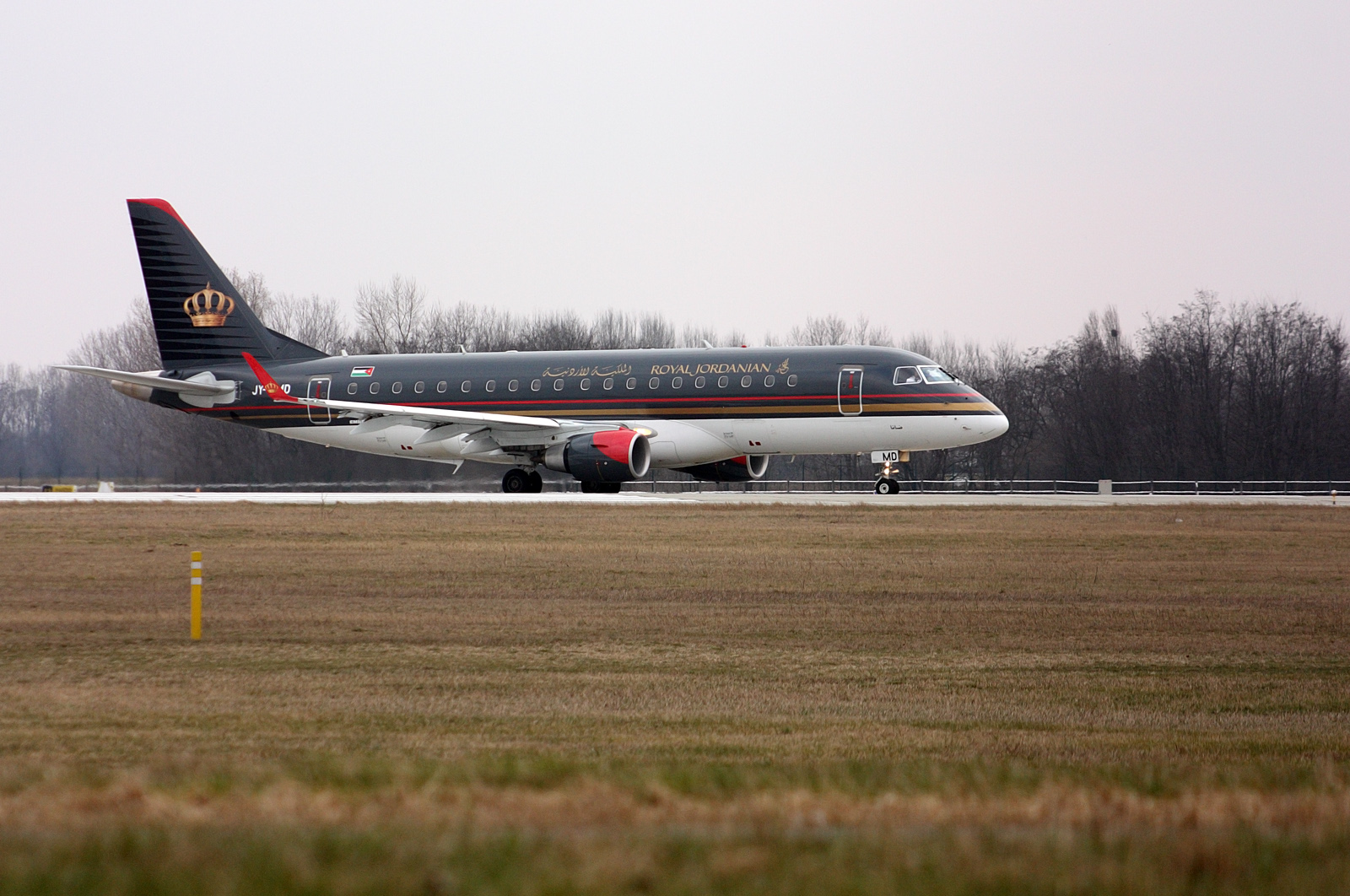
Самолёт Embraer авиакомпании Royal Jordanian landing, Март 2009 г.

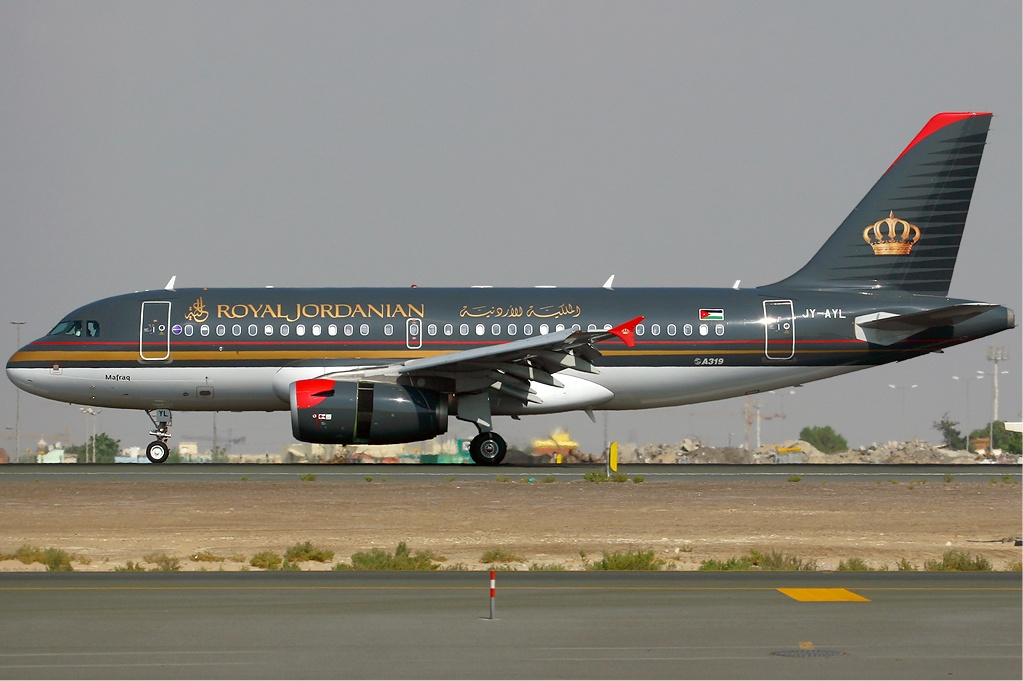
Самолёт Airbus A319 авиакомпании Royal Jordanian, Ноябрь 2008 г.

Флот авиакомпании состоит из следующих самолётов.
- По состоянию на ноябрь 2015 года, средний возраст флота Royal Jordanian — 6,6 лет[16].

### Планы на будущее флота
Royal Jordanian намерена иметь флот из 38 самолётов к 2017 году — с 11 Boeing 787, 4 Airbus А319, 8 Airbus А320, 6 Airbus А321 и 9 Embraer E-Jets.

### Грузовой флот
Royal Jordanian Cargo (Royal Jordanian Airlines Cargo) является грузовым подразделением компании, работающий в Африке, Европе, Северной Америке и Ближнем Востоке. Авиакомпания также предлагает услуги по всему миру с помощью чартерных грузовых рейсов. Royal Jordanian выполняет грузовые рейсы в Афины, Багдад, Каир, Дамаск, Хартум, Кувейт, Ларнака, Лондон, Маастрихт, Эр-Рияд и Тель-Авив.

### Бывший флот
Royal Jordanian также работала со следующими самолётами: